# Burgui/Burgi
Burgui/Burgi (spanisch Burgui, baskisch Burgi) ist ein Ort und eine Gemeinde im gemischtsprachigen Teil der Autonomen Gemeinschaft Navarra mit 190 Einwohnern (Stand: 2024).

## Lage
Burgui/Burgi liegt etwa 75 Kilometer ostsüdöstlich von Pamplona nahe der Grenze zwischen Frankreich und Spanien in einer Höhe von ca. 630 m.

## Sehenswürdigkeiten

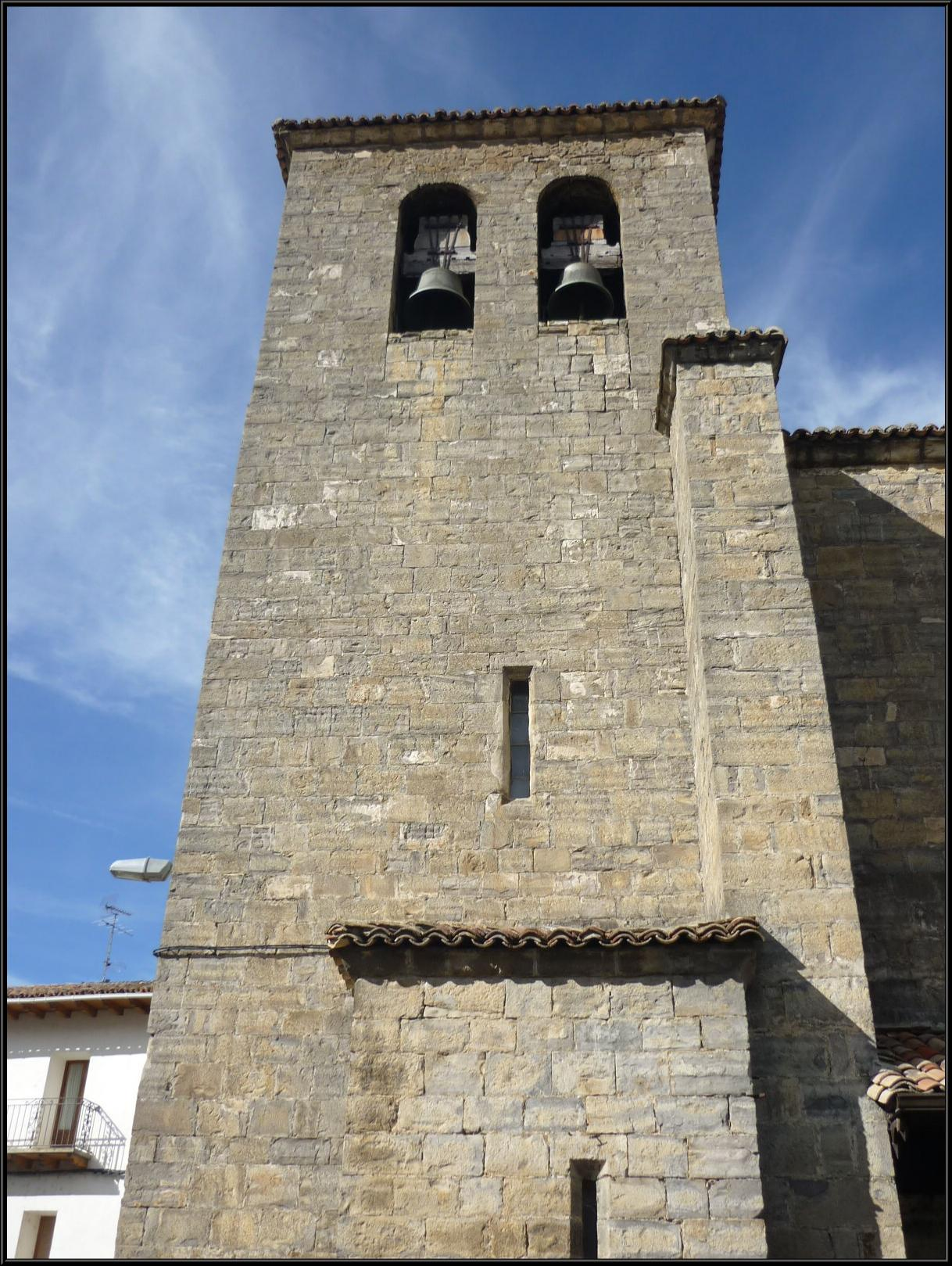
Peterskirche
- Marienkapelle

- Peterskirche

## Gemeindepartnerschaft
Mit der französischen Gemeinde Mauléon-Licharre im Département Pyrénées-Atlantiques besteht eine Gemeindepartnerschaft.